# Hienghène
Hienghène és un municipi francès, situat a la col·lectivitat d'ultramar de Nova Caledònia. El 2009 tenia 2.399 habitants. El punt és alt és el Mont Panié (1.626 m).

## Evolució demogràfica
| Població de Hienghène (1956-2009) | Població de Hienghène (1956-2009) | Població de Hienghène (1956-2009) | Població de Hienghène (1956-2009) | Població de Hienghène (1956-2009) | Població de Hienghène (1956-2009) | Població de Hienghène (1956-2009) | Població de Hienghène (1956-2009) | Població de Hienghène (1956-2009) | Població de Hienghène (1956-2009) |
| --------------------------------- | --------------------------------- | --------------------------------- | --------------------------------- | --------------------------------- | --------------------------------- | --------------------------------- | --------------------------------- | --------------------------------- | --------------------------------- |
| Població                          | 1.940                             | 2.109                             | 1.846                             | 1.932                             | 1.729                             | 2.122                             | 2.208                             | 2.627                             | 2.399                             |
| Any                               | 1956                              | 1963                              | 1969                              | 1976                              | 1983                              | 1989                              | 1996                              | 2004                              | 2009                              |

## Composició ètnica
- Europeus 2,6%
- Canacs 96,6%
- Polinèsics 0%
- Altres, 0,8%

## Administració
| Període   | Identitat            | Partit               |
| --------- | -------------------- | -------------------- |
| 1961-1977 | Yves de Villelongue  | gaullista            |
| 1977-1989 | Jean-Marie Tjibaou   | FI, després FLNKS-UC |
| 1989-1995 | Joseph Karié Bwarhat | FLNKS-UC             |
| 1995-     | Daniel Fisdiepas     | FLNKS-UC             |